# Mirit (plaats)
Mirit is een bestuurslaag in het regentschap Kebumen van de provincie Midden-Java, Indonesië. Mirit telt 1604 inwoners (volkstelling 2010).